# Fondation Chirac
Ne doit pas être confondu avec Fondation Jacques Chirac.
 (avril 2021).
La fondation Chirac est une ancienne fondation lancée par Jacques Chirac après la fin de son double mandat de président de la République française. Créée en 2008 et reconnue comme établissement d'utilité publique, la fondation a agi au service de la paix à travers quatre grands domaines d'intervention : l'accès à l'eau et à l'assainissement, l'accès à la santé et aux médicaments de qualité, la lutte contre la déforestation et la désertification, ainsi que la protection de la diversité culturelle. Elle a soutenu des projets de terrain, qui impliquent les populations locales. Elle a été dissoute le 30 novembre 2020 en versant ses actifs à la Fondation de l'Académie de médecine.
Acteur de plaidoyer et de terrain, elle est distincte de la Fondation Jacques Chirac qui gère des centres pour jeunes handicapés dans le Limousin.

## Objet
La Fondation avait pour but d'« agir au service de la paix ». Ses champs d'action prioritaires étaient :
- l'accès à l'eau et à l'assainissement ;
- l'accès aux médicaments et à une santé de qualité ;
- la lutte contre la déforestation et la désertification ;
- la défense de la diversité culturelle et linguistique[2],[3].

## Historique
La fondation a été reconnue d'utilité publique par un décret du 7 mars 2008 publié au Journal officiel le 9 mars. Sa préfiguration a été réalisée par l'Association pour la Fondation Jacques Chirac présidée par Michel Camdessus.
La fondation a été lancée officiellement le 9 juin 2008 au musée du Quai Branly à Paris, en présence de la quasi-totalité des membres de son comité d'honneur dont :
- Kofi Annan, ancien secrétaire général de l'ONU
- Andrés Pastrana Arango, ancien président de la Colombie
- Abdou Diouf, ancien président du Sénégal
- Ely Ould Mohamed Vall, ancien chef d'État de la Mauritanie
- Rajendra Kumar Pachauri, auteur du GIEC
- Rigoberta Menchu, lauréate du prix Nobel de la paix
- Youssou N'Dour, artiste.

La fondation a été dirigée depuis sa création jusqu'en 2013 par Catherine Joubert. Faisant face à des difficultés, la fondation doit en 2012 quitter ses locaux de la rue d'Anjou et remercier le personnel, hormis Marc-Antoine Jasson, actuellement le seul salarié. Parallèlement, Claude Chirac et Alain Juppé font leur entrée au conseil d'administration,.
Un décret en date du 5 août 2021 approuve les délibérations du 30 novembre 2020 par lesquelles le conseil d'administration de la fondation a décidé sa dissolution et la dévolution de son actif net à la Fondation de l'Académie de médecine, et abroge le décret du 7 mars 2008 portant reconnaissance comme établissement d'utilité publique.

## Organisation

### Bureau
- Claude Chirac : présidente (initialement Jacques Chirac)
- Jean-Pierre Lafon : vice-président
- Bernard Vatier : vice-président et conseiller juridique
- Valérie Terranova : secrétaire du conseil
- Marie-Hélène Bérard : trésorier

### Conseil d'administration
* : membre fondateur
- Yann Arthus-Bertrand, photographe, journaliste, écrivain et militant écologiste
- Marie-Hélène Bérard, PDG de MHB SA
- Michel Camdessus*, président d’honneur des Semaines sociales de France, membre de l’Africa Progress Panel[9], ancien directeur général du Fonds monétaire international de 1987 à 2000
- Catherine Colonna, ambassadrice de France auprès de l’Unesco
- Geneviève Férone, directrice du développement durable chez Veolia Environnement
- Marc Gentilini, président de l’Organisation panafricaine de lutte contre le sida (OPALS), président honoraire et membre de l’Académie nationale de médecine
- Jean-Pierre Lafon*, président du Bureau international des expositions (BIE)
- Tristan Lecomte, fondateur d’Alter Eco et de PUR Projet
- Stéphane Martin, PDG de l’établissement public du musée du quai Branly depuis décembre 1998
- Fadi Nahas, consul général honoraire de l’Équateur en Turquie et président de NA Plus SA
- René Ricol*, président de Ricol, Lasteyrie & Associés, ancien médiateur du crédit
- Jean-Michel Severino, directeur de l’Agence française de développement
- Valérie Terranova*, conseillère en stratégie
- Bernard Vatier*, avocat au barreau de Paris
- Claude Chirac, fille de Jacques Chirac et conseillère en communication[10]
- Alain Juppé, homme politique[10]
- Gilles August, Avocat associé, cofondateur d’August Debouzy

### Comité d'honneur
- Fernando Henrique Cardoso, Fondation brésilienne pour un développement durable, ancien président de la république fédérative du Brésil
- François Cheng, membre de l’Académie française
- Joaquim Alberto Chissano, président de la Fondation Chissano, ancien président de la république du Mozambique
- Jean Chrétien, Premier ministre du Canada de 1993 à 2003
- Abdou Diouf, secrétaire général de l’Organisation internationale de la francophonie
- Vigdís Finnbogadóttir, ambassadrice de bonne volonté de l'Unesco pour les langues, ancienne présidente de la république d’Islande
- Enrique V. Iglesias, président de la Banque inter-américaine de développement de 1988 à 2005, ancien ministre des Affaires étrangères de l'Uruguay
- Lee Kuan Yew, Premier ministre de la république de Singapour de 1959 à 1990
- Wangari Muta Maathai, prix Nobel de la paix en 2004, fondatrice du Green Belt Movement
- Federico Mayor, coprésident du « groupe de haut niveau » pour l’Alliance des civilisations des Nations unies, ancien directeur général de l’Unesco
- Rigoberta Menchu Tum, prix Nobel de la paix en 1992, présidente de la fondation portant son nom
- Louis Michel, élu au Parlement fédéral belge de 1978 à 2004 et figure du parti belge Mouvement réformateur, ancien ministre des Affaires étrangères et Vice-Premier ministre de 1999 à 2004
- Youssou N’Dour, chanteur, ambassadeur de bonne volonté de l’Unicef, de la FAO, d’Amnesty International, ministre de la Culture et du Tourisme du Sénégal
- Rajendra Kumar Pachauri, président du Groupe d'experts intergouvernemental sur l'évolution du climat (GIEC)
- Andres Pastrana Arango, ancien président de la république de Colombie
- Andrea Riccardi, fondateur de la communauté catholique de Sant’Egidio
- Ismaïl Serageldin, directeur de la Bibliotheca Alexandrina
- Ely Ould Mohamed Vall, chef de l’État mauritanien de 2005 à 2007
- Vaira Vike-Freiberga, présidente de la république de Lettonie de 1999 à 2007
- Muhammad Yunus, fondateur et directeur de la Grameen Bank

## Programmes et projets

### Prévention des conflits
En 2009, la Fondation Chirac lance le prix pour la prévention des conflits.
Ce prix a pour but de soutenir ceux qui investissent une partie de leur vie à prévenir les conflits. Son attribution doit accroître la reconnaissance internationale de ces efforts, susciter de nouvelles vocations, et donner des moyens financiers pour la poursuite de ce travail.
La Fondation Chirac réunit un jury international et un comité d’experts pour sélectionner les lauréats du Prix. Le jury, composé de personnalités ayant œuvré pour la paix, choisit des lauréats pour l’exemplarité et l’urgence de leur action :
- le prix spécial du jury est remis à une ou des personnalités reconnues publiquement,
- le prix de la fondation Chirac est remis à une ou des personnalités de la société civile.

Le travail du jury est préparé par un comité d’experts qui identifie les points à risque de la planète où des efforts de prévention ont obtenu des résultats tangibles pour éviter une confrontation internationale ou reconstruire la paix civile.
Pour la première édition, le prix a été attribué, le vendredi 9 novembre 2009, à Muhammad Ashafa et James Wuye.
Le prix spécial du jury 2009 est remis à Park Jae-Kyu, ancien ministre coréen de l’Unification.
Le prix de la fondation Chirac 2010 est attribué à Mario Giro, responsable des relations internationales de la communauté Sant'Egidio et le prix spécial du jury est remis à Lakhdar Brahimi, pour son action au Liban, en Irak et en Afghanistan.
Outre le prix pour la prévention des conflits, la Fondation soutient des projets de terrain et de recherche exemplaires, permettant de lier les problématiques de développement et de sécurité, de consolider le dialogue interculturel, et d’amorcer des cercles vertueux d’apaisement des tensions.
En 2013, le prix est décerné au docteur Denis Mukwege. Le prix spécial revient à l'organisation Femmes Africa Solidarité.

### Accès à l'eau et à l'assainissement
Parce qu’il ne peut y avoir de développement sans maîtrise de l’eau, assurer ce droit fondamental même là où il semble hors d’atteinte, est essentiel. C’est pour cette raison que la Fondation Chirac veut :
- Favoriser l'application du droit à l’eau et à l’assainissement reconnu en juillet 2010 par les Nations unies sur le terrain,
- Faire ratifier la Convention des Nations unies de 1997 sur le droit relatif aux utilisations des cours d’eau internationaux à des fins autres que la navigation,
- Étudier la création de mécanismes de financement innovants, comme une taxe applicable au transport maritime des marchandises pour l’accès à l’eau et à l’assainissement.

Pour cela, elle a organisé le 13 novembre 2008 une conférence internationale « L’eau pour la Paix- la Paix pour l’Eau » avec l’UNESCO et l’Agence française de développement.
La fondation Chirac soutient le Plan de renforcement de l'accès à l'eau au Mali et a cofinancé le programme de Potabilisation de l’eau des lacs collinaires dans le Haut Plateau central haïtien.
La fondation Chirac est membre du Conseil mondial de l’eau et membre du Forum mondial de l'eau.

### Accès à des médicaments et une santé de qualité
Le programme Accès à des médicaments et une santé de qualité comporte deux volets majeurs:
- La lutte contre les faux médicaments
- Le soutien au Laboratoire national de contrôle de la qualité des médicaments de Cotonou

#### La lutte contre les faux médicaments
Contre le trafic de faux médicaments, le Président Jacques Chirac et plusieurs chefs d’États ont initié en octobre 2009 à Cotonou un Appel international. Ce message politique a été perçu comme un encouragement aux professionnels de la santé et aux différentes administrations à coopérer pour appliquer ou créer les conditions législatives et normatives permettant de lutter contre les faux médicaments
La fondation Chirac poursuit la mobilisation des acteurs pour élaborer, à un niveau international, une réponse juridique globale à un problème global, et, à un niveau national, pour faire collaborer la société civile et les services de l’État pour cette cause de santé publique.
Depuis l’Appel de Cotonou le 12 octobre 2009, de nombreuses initiatives ont alimenté et renforcé la mobilisation internationale contre les faux médicaments.

#### Le soutien au Laboratoire National de Contrôle de la Qualité des Médicaments de Cotonou
La fondation Chirac a financé en étroite collaboration avec la fondation Pierre Fabre et le gouvernement du Bénin l'extension du Laboratoire national de contrôle de la qualité des médicaments afin qu'il puisse acquérir une dimension régionale et consolider la politique d’accès à des médicaments de qualité en Afrique de l’Ouest, enjeu global de santé publique et de sécurité.
Les nouveaux locaux ont été inaugurés le 20 décembre 2010.

### Lutte contre la déforestation et la désertification

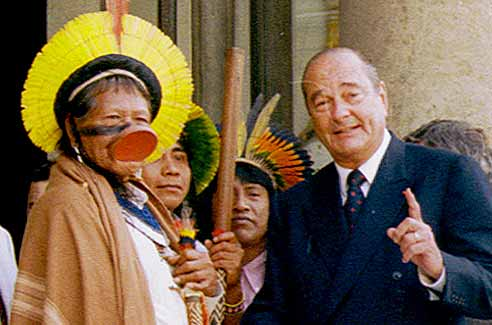
Le chef Raoni et Jacques Chirac en mai 2000, au palais de l'Élysée.

La priorité de la Fondation est de contribuer à une gestion plus équilibrée des ressources naturelles - terres arables, forêts primaires et secondaires, eau, etc.- qui constitue l’une des conditions du développement. L'action de la Fondation se concentre sur l’exploitation durable dans les forêts tropicales.
Ce programme comporte 3 axes majeurs :
- La sécurisation des droits fonciers dans les pays les plus fragiles
- La sensibilisation des architectes à l'utilisation de bois légal et certifié
- La certification durable des exploitations forestières

En 2010, la Fondation Chirac a débloqué des fonds pour l'Institut Raoni, ce qui a permis l'agrandissement d'une réserve pour les Amérindiens d'Amazonie.

#### La sécurisation des droits fonciers dans les pays les plus fragiles
La sécurisation foncière se conjugue avec les principales préoccupations des pays en développement : lutte contre l’extrême pauvreté, insécurité alimentaire, droit des femmes, paix entre les peuples, microcrédit, développement durable. Cependant, de nombreux pays fragiles sont dotés d’une législation peu efficace en matière de droit foncier. Dans certains pays, plus de 90 % des ruraux et 60 % des citadins ne détiennent aucun titre de propriété.
- Partenariat avec le Conseil supérieur du notariat

La fondation Chirac a signé, le 19 mai 2010, un partenariat avec le Conseil supérieur du notariat (CSN), expert des droits fonciers. Pour le Président Jacques Chirac, cette démarche est une réponse au danger que représente l’accaparement des terres par des intérêts extérieurs. Dans une Tribune (le Midi Libre, 29 mars 2010), il a rappelé que « selon la FAO, 30 millions d’hectares auraient déjà changé de main. À cet égard - souligne-t-il - je crois indispensable d’établir une sécurité foncière et de faire reconnaître les droits des populations locales sur leurs terres ».

#### La certification durable des exploitations forestières
En partenariat avec The Forest Trust (TFT), la fondation Chirac soutient deux initiatives :
- Le Centre d’excellence sociale (CES) qui accueille, à Yaoundé, des jeunes experts originaires de toute l’Afrique centrale (Gabon, Cameroun, Congo Brazzaville, république du Congo, République centrafricaine) sélectionnés pour leurs compétences. Il les forme sur les questions sociales liées à la gestion forestière durable
- Associée au CES, Biso na Biso[20], « entre nous » en lingala, est la toute première radio diffusant dans les langues locales du bassin du Congo. Inaugurée en juin 2009, la radio facilite le dialogue à la fois parmi et entre les communautés locales du nord de la république du Congo. Biso na Bis/o[20] leur permet ainsi de participer à la préservation de leur patrimoine, la forêt et sa biodiversité.

Ces deux initiatives ont contribué à faire dépasser, en 2011, le seuil des 5 millions d'hectares certifiés de forêts dans le bassin du Congo.

#### La sensibilisation des architectes à l'utilisation de bois légal et certifié
Selon le WWF, 40 % des importations de bois en France sont illégales. C’est pourquoi la fondation Chirac a initié une sensibilisation des prescripteurs en France et à l’étranger.
Avec le ministère de la Culture et de la Communication, et le Fonds français pour l'environnement mondial, la fondation Chirac a lancé en septembre 2010 une sensibilisation auprès des étudiants-architectes. L’objectif est de leur faire prendre conscience de leur responsabilité vis-à-vis des forêts tropicales. Prescripteurs et à l’origine de tout projet de construction, les architectes ont le pouvoir de recommander la certification et de donner un écho aux bonnes pratiques des exploitants forestiers.
Cette sensibilisation des étudiants-architectes consiste en conférences de la journaliste et primatologue Emmanuelle Grundmann, au sein des 20 Écoles nationales supérieures d’architecture (ENSA).

### Défense de la diversité culturelle et linguistique

#### Sorosoro, pour que vivent les langues du monde!
La fondation Chirac soutient et finance l'association Sorosoro, pour que vivent les langues du monde, dirigée par Rozenn Milin. Sorosoro travaille, aux côtés de linguistes et d'anthropologues de premier plan, à sauvegarder et revitaliser les langues et cultures en danger à travers le monde.
On estime à environ 6 000 le nombre de langues parlées aujourd’hui sur Terre et selon les scientifiques plus de la moitié de ces langues pourrait disparaître au cours de ce siècle. D’après l’Unesco, une langue meurt en moyenne tous les quinze jours.